# 柏井町 (市川市)

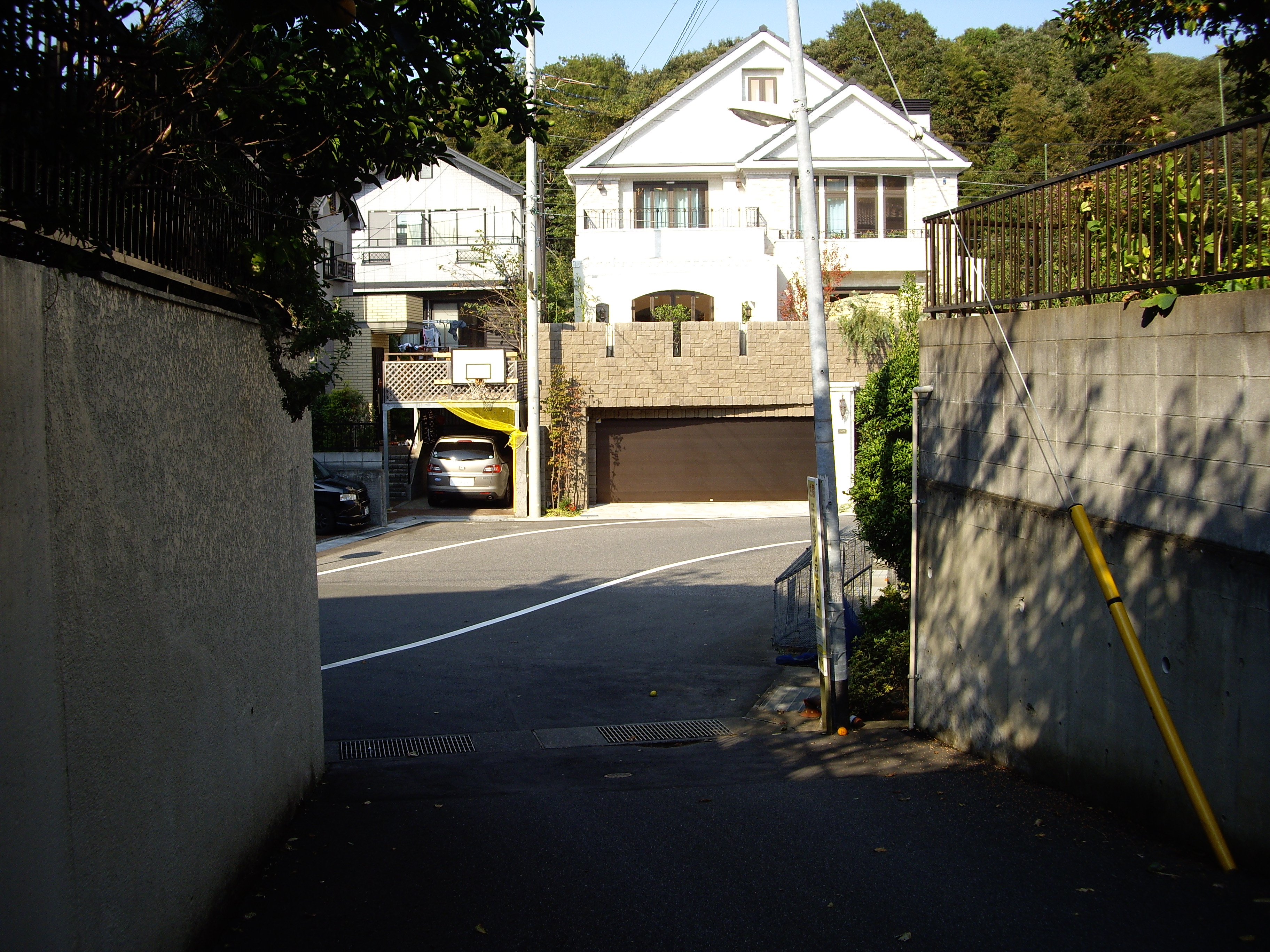
柏井町一丁目(2)

柏井町（かしわいまち）は、千葉県市川市にある町名。現行行政地名は柏井町一丁目から柏井町四丁目。郵便番号は272-0802。面積は2.964km2。

## 地理
市川市北部に位置する。地域内は市街化調整区域に属しており、都市的土地利用に制限がかけられ、住宅街となっている一方、緑も多く残る。地域の西部をJR武蔵野線が通る。また、市川市で数少ない住居表示未施行地域である。一丁目に市立柏井小学校、姥山貝塚がある。
東は船橋市藤原・鎌ケ谷市中沢、西は奉免町・南大野、南は船橋市藤原・上山町、北は大野町と接している。

### 地価
住宅地の地価は、2014年（平成26年）1月1日の公示地価によれば、柏井町1丁目1229番11の地点で10万2000円/m2となっている。

## 歴史

### 沿革
- 1869年（明治2年） - 葛飾県葛飾郡柏井村となる。
- 1871年（明治4年） - 廃藩置県、県の統合により印旛県葛飾郡柏井村となる。
- 1873年（明治6年） - 県の統合及び、郡の分割により千葉県東葛飾郡柏井村となる。
- 1889年（明治22年） - 東葛飾郡大野村、奉免村、大町新田と合併し、東葛飾郡大柏村大字柏井となる。
- 1949年（昭和24年）11月3日 - 市川市に編入。市川市大字柏井となる。
- 1951年（昭和26年）12月1日 - 市内の大字を町に変更。それに伴い、市川市柏井町一丁目 - 四丁目となる。

## 柏井町四丁目の農業
森本（1993）によれば、市川市は不耕作農地率が関東地方の大都市周辺部では高いが、集約的な農業的土地利用がなされている地域である。柏井町四丁目に関しては、北部が標高6〜7mの沖積低地、南部は3層の段丘から成る洪積台地で、最も高い段丘の標高は24〜25mという地形条件である。1970年代から脱農化・兼業化が進み、畑や田の面積が減り、全耕地面積に占める果樹園の比率が増加した。これは野菜の露地栽培と稲作を組み合わせる生産形態が、施設園芸と果樹栽培に移行したことによるもので、1990年にはイネの作付は0となった（1960年代後半から1970年代前半に河川の水質が悪化、1973年（昭和48年）9月に柏井町三丁目でコメからカドミウムが検出されたことが背景にある）。ここで栽培されているものは、キュウリ・トマト・ネギ・ダイコン・ナシ（幸水・豊水）などである。

## 世帯数と人口
2017年（平成29年）9月30日現在の世帯数と人口は以下の通りである。
| 丁目         | 世帯数    | 人口    |
| ------------ | --------- | ------- |
| 柏井町一丁目 | 2,154世帯 | 4,859人 |
| 柏井町二丁目 | 1,298世帯 | 2,854人 |
| 柏井町三丁目 | 510世帯   | 1,335人 |
| 柏井町四丁目 | 399世帯   | 781人   |
| 計           | 4,361世帯 | 9,829人 |

## 小・中学校の学区
市立小・中学校に通う場合、学区は以下の通りとなる。
| 丁目         | 番地                        | 小学校             | 中学校             |
| ------------ | --------------------------- | ------------------ | ------------------ |
| 柏井町一丁目 | 全域                        | 市川市立柏井小学校 | 市川市立第五中学校 |
| 柏井町二丁目 | 全域                        | 市川市立柏井小学校 | 市川市立第五中学校 |
| 柏井町三丁目 | 91～104番                   | 市川市立柏井小学校 | 市川市立第五中学校 |
| 柏井町三丁目 | 105～174番                  | 市川市立大柏小学校 | 市川市立第五中学校 |
| 柏井町三丁目 | 175～226番 470番 518～674番 | 市川市立柏井小学校 | 市川市立第五中学校 |
| 柏井町四丁目 | 全域                        | 市川市立柏井小学校 | 市川市立第五中学校 |

## 施設
- 柏井保育園
- 市川市立柏井小学校
- 柏井公民館
  - 市川市立図書館柏井公民館図書室
- 市川市保健医療福祉センター
  - 市川市リハビリテーション病院
- 京成バス市川営業所柏井車庫
- 唱行寺
- 八幡神社
- 子安神社
- 天満神社
- 御神社
- 神明神社
- 観世音堂